# René Matzdorf
René Matzdorf (* 1964 in Kassel) ist ein deutscher Physiker und Hochschullehrer.

## Leben
1988 erwarb Matzdorf sein Diplom für Physik an der Gesamthochschule Kassel bei Professor Burkhard Fricke.
Thema seiner Diplomarbeit waren Elastische Stösse schwerer Ionen bei hohen Energien. Er promovierte 1992 dort mit einer Arbeit zum Thema Temperaturabhängigkeit der Photoelektronenspektren von Kupfer-Oberflächen. 1997 habilitierte er sich dort auf dem Gebiet der Experimentalphysik zum Thema Investigation of line shapes and line intensities by high-resolution UV-photoemission spectroscopy - Some case studies on noble-metal surfaces und wurde Privatdozent an der GHK Kassel.
Von 1998 bis 2000 forschte Matzdorf durch ein Feodor Lynen-Stipendium der Alexander von Humboldt-Stiftung am Oak Ridge National Laboratory bei und an der University of Tennessee Earl Ward Plummer. Im Jahr 2000 wurde er als Professor für Experimentalphysik an die Julius-Maximilians-Universität Würzburg berufen. 2003 ging er zurück nach Kassel, wo er seither als Professor für Experimentalphysik an der Universität Kassel arbeitet. Von 2010 bis 2017 war er dort Studiendekan am Fachbereich Mathematik und Naturwissenschaften. Seit 2017 ist er dort Vizepräsident für Studium und Lehre.

## Ämter, Mitgliedschaften
Seit 2011 ist Matzdorf Vorstandsmitglied im Zentrum für Lehrerbildung der Universität Kassel. Von 2007 bis 2013 war er Leiter des Fachausschusses Physik der Akkreditierungsagentur für Studiengänge der Ingenieurwissenschaften, der Informatik, der Naturwissenschaften und der Mathematik e. V. (ASIIN), die er von 2015 bis 2019 leitete. Von 2011 bis 2015 war er Vorstandsmitglied für Studium und wissenschaftlichen Nachwuchs der Deutschen Physikalischen Gesellschaft (DPG) und Sprecher der Konferenz der Fachbereiche Physik. Weiterhin ist er ordentliches Mitglied am Center for Interdisciplinary Nanostructure Science and Technology (CINSaT) der Universität Kassel.

### Forschungsinteressen und Engagement in der Lehre
Matzdorf forscht auf dem Gebiet der Festkörperphysik und der Experimentalphysik. Er beschäftigt sich besonders mit der Oberflächenphysik. Er untersucht die Elektronenkorrelationen in niedrigdimensionalen Systemen und in Übergangsmetalloxiden. Außerdem forscht er auf dem Gebiet der Tomonaga-Luttinger-Flüssigkeit in atomaren Ketten. Experimentell benutzt er die Spektroskopie an einzelnen Molekülen auf Oberflächen, die Rastertunnelmikroskopie bei tiefen Temperaturen (4 Kelvin) und die Beugung langsamer Elektronen, die Low-Energy Electron Diffraction.
Matzdorf förderte an der Universität Kassel besonders die Digitalisierung im Verbundprojekt "Digital gestütztes Lehren und Lernen in Hessen". Er schuf Voraussetzungen für den Einsatz neuer Technologien. Verantwortlich für Studium und Lehre, Lehrerbildung und Evaluierung von Leistungen der Hochschule setzte sich Matzdorf für ein individueller gestaltetes Studium mit Freiräumen für ein Studium in unterschiedlichen Geschwindigkeiten ein.
Matzdorf erstellte für die Gebiete Mechanik, Wärmelehre, Elektrodynamik und Wellen Vorlesungsreihen mit insgesamt 330 Youtube-Videos und bietet auf seiner Homepage Zugang zu einem „Virtuellem Physiklabor“, in dem viele physikalische Phänomene visualisiert und simuliert werden können.

## Veröffentlichungen (Auswahl)
- Self-organized atomic nanowires of noble metals on Ge(001): atomic structure and electronic properties. In: New Journal of Physics, 11, 2009, doi:10.1088/1367-2630/11/12/125011
- Two-dimensional electronic structure of the adsorbate system N/Cu(100): Photoelectron spectroscopy and one-step model calculations. In: Physical Review B, 77, 2008, doi:10.1103/PhysRevB.77.165425
- Surface electronic structure of O(2 x 1)/Cu(110): Role of the surface state at the zone boundary (Y)over-bar-point in STS. In: Surface Science, 600, S. 4310–4314, doi:10.1016/j.susc.2006.01.159, 2006
- Correct application of Fresnel’s equations for intensity analysis of angle-resolved photoemission data. In: Surface Science, 600, S. 1129–1133, doi:10.1016/j.susc.2006.01.006, 2006
- Surface state lifetime in quasi-one-dimensional oxygen stripes on Cu(110). In: Surface Science, 600, S. 2581–2586, doi:10.1016/j.susc.2006.04.028, 2006
- Non-fermi-liquid behavior in quasi-one-dimensional Li0.9Mo6O17. In: Physical Review Letters, 95, 0. doi:10.1103/PhysRevLett.95.186402, 2005
- Surface lattice dynamics of layered transition metal oxides: Sr2RuO4 and La0.5Sr1.5MnO4. In: Physical Review B, 67, 2003
- Surface structural analysis of the layered perovskite Sr2RuO4 by LEED I(V). In: Physical Review B, 65, doi:10.1103/PhysRevB.65.085404, 2002
- Surfaces: a playground for physics with broken symmetry in reduced dimensionality. In: Surface Science, 500, S. 1–27, doi:10.1016/S0039-6028(01)01565-5, 2002
- The next 25 years of surface physics. In Progress in Surface Science, 67, S. 17–44, doi:10.1016/S0079-6816(01)00014-4, 2001
- Quasi-particle lifetimes on noble metal surfaces studied by ARPES and STM. In: Chemical Physics, 251, S. 151–166, doi:10.1016/S0301-0104(99)00310-9, 2000
- Ferromagnetism stabilized by lattice distortion at the surface of the p-wave superconductor Sr2RuO4. In: Science, 289, S. 746–748, doi:10.1126/science.289.5480.746, 2000
- Investigation of line shapes and line intensities by high-resolution UV-photoemission spectroscopy - some case studies on noble metal surfaces. In: Surface Science Reports, 30, S. 153–206, doi:10.1016/S0167-5729(97)00013-7, 1998
- Experimental analysis of valence-band photoemission intensities for Cu(111) and Cu(100). In: Physical Review B, 58, 10969–10974. doi:10.1103/PhysRevB.58.10969, 1998
- UV-photoelectron spectroscopy at highest resolution - Direct access to lifetime effects in solids? In: Applied Physics A, 63, S. 549–555, doi:10.1007/BF01567210, 1996
- Temperature-dependent surface fermi contours - origin of unusual surface geometries on Ag(111). In: Solid State Communications, 96, S. 799–802, doi:10.1016/0038-1098(95)00468-8, 1995
- Temperature-dependence of shockley-type surface-energy bands on Cu(111), Ag(111) and Au(111). In: Surface Science, 336, S. 113–122, doi:10.1016/0039-6028(95)00509-9, 1995
- Giant temperature-dependence in angle-resolved ultraviolet-photoemission from Au(100). In: Surface Science, 343, L1182–L1186. doi:10.1016/0039-6028(95)00928-0, 1995
- Temperature-dependence of d-like surface-states on Cu(100) and Cu3Au(100) - an angle-resolved photoemission-study. In: Journal of Physics: Condensed Matter, 7, S. 2095–2103, doi:10.1088/0953-8984/7/10/016, 1995
- Quantization of electron-states in ultrathin xenon layers. In: Surface Science, 325, S. 336–342, doi:10.1016/0039-6028(94)00740-3, 1995
- Upper limits for d-hole inverse lifetimes in copper. In: Solid State Communications, 92, S. 839–842, doi:10.1016/0038-1098(94)90325-5, 1994
- Angle-resolved photoemission from Cu(001): Influence of angular resolution on line-widths. In: Solid State Communications, 91, S. 163–166, doi:10.1016/0038-1098(94)90276-3, 1994
- Localization of d-like Surface Resonances on Reconstructed Au(111). In: Europhysics Letters, 26, S. 63–67, doi:10.1209/0295-5075/26/1/011, 1994
- Partial densities of valence states for AGBR. In: Journal of Electron Spectroscopy and Related Phenomena, 63, S. 167–170, doi:10.1016/0368-2048(93)80047-P, 1993
- Temperature-dependent photoemission spectra from Cu(100) and Cu(111) surfaces. In: Surface Science, 286, S. 56–65, doi:10.1016/0039-6028(93)90555-X, 1993
- Band structure and optical properties of CuBr: new photoemission results. In: Journal of Physics: Condensed Matter, 5, S. 3827–3836, doi:10.1088/0953-8984/5/23/009, 1993
- Temperature effects in angle-resolved photoemission spectra from metals. In: Progress in Surface Science, 42, S. 331–350, doi:10.1016/0079-6816(93)90079-B, 1993
- Temperaturabhängigkeit der Photoelektronenspektren von Kupfer-Oberflächen, Kassel, 1992, OCLC 256207203
- Angle-resolved photoemission studies of epitaxially grown CuBr films of different thicknesses on Ag(100). In: Applied Surface Science, 52, S. 235–239, doi:10.1016/0169-4332(91)90052-L, 1991
- UV-photoelectron spectroscopy with lateral resolution. In: Applied Physics A, 53, S. 410–413, doi:10.1007/BF00348153, 1991
- Elastic nuclear scattering at intermediate and relativistic energies. In: Zeitschrift für Physik D Atoms, Molecules and Clusters, 17, S. 233–235, doi:10.1007/BF01437361, 1990
- Elastic Collisions of heavy ions at intermediate energies. In: Zeitschrift für Physik D Atoms, Molecules and Clusters, 6, S. 5–12, doi:10.1007/BF01436989, 1987[14]